# Campo Berlín
Campo Berlín är en ort i Mexiko.   Den ligger i kommunen Navolato och delstaten Sinaloa, i den västra delen av landet, 1 100 km nordväst om huvudstaden Mexico City. Campo Berlín ligger 16 meter över havet och antalet invånare är 344.
Terrängen runt Campo Berlín är mycket platt. Runt Campo Berlín är det ganska tätbefolkat, med 155 invånare per kvadratkilometer. Närmaste större samhälle är General Ángel Flores, 2,4 km väster om Campo Berlín. Trakten runt Campo Berlín består till största delen av jordbruksmark.